# Nadezhda Petrova
Nadezhda Víktorovna Petrova (ruso: Надежда Викторовна Петрова, escucharⓘ), (Moscú, Unión Soviética; 8 de junio de 1982) también conocida como Nadia Petrova, es una exjugadora de tenis profesional rusa que alcanzó el n.º 3 del mundo en el ranking de la WTA en 2006.

## Biografía

### Primeros años
Nadia es hija de deportistas. Su madre fue medalla de bronce en los Juegos Olímpicos de Montreal de 1976 en el relevo 4x400 y su padre fue entrenador de lanzamiento de martillo. Durante su infancia, Nadia viajó mucho alrededor del mundo. Finalmente se estableció en Egipto, donde entrenó junto a Mohammed Seif y sus padres.
A los 14 años ganó su primer torneo ITF júnior.

### Etapa profesional
A los 17 años comenzó a competir en nivel profesional y a los 23 entró en el top 10.
Ganadora de trece títulos de la WTA en individuales y veinticuatro en dobles, alcanzó al menos cuartos de final en todos los Grand Slams, destacando las dos semifinales logradas en Roland Garros 2003 y 2005. El 22 de enero de 2010 eliminó a Kim Clijsters, entonces campeona del US Open en los diecisiseisavos de final del Australian Open por parciales contundentes de 6-0 y 6-1. En 2012 ganó medalla de bronce en dobles en los Juegos Olímpicos de Londres.

### Retiro
Su última participación fue en el torneo de Charleston de 2014, donde cayó contra Marina Erakovic. En 2017, tras la muerte de su madre, a quien consideraba un gran apoyo, y sufrir múltiples lesiones, Nadia Petrova anunció su retiro oficial del tenis.
Luego de su retiro como tenista profesional, optó por dedicarse a ser entrenadora.

### Estilo de juego
Petrova es una jugadora agresiva que es capaz de generar tiros ganadores de ambos lados, pero sobre todo por su revés, donde puede hacerlo plano o con slice. El saque de Petrova es su mejor arma y fue considerado uno de los mejores en el tenis femenino. En 2010 fue la jugadora que hizo más aces en la temporada con un total de 306. Tuvo un impresionante 70% de primeros servicios y de ellos ganó el 74%. Como una gran doblista, las habilidades para volear de Petrova son excelentes y no tiene miedo de ir a la red a cerrar los puntos. La principal debilidad de ella es su movilidad ya que generalmente es lenta para devolver pelotas y algunas veces se le dificulta defender bien durante los rallies. También su derecha suele ser muy errática lo que desemboca en muchos errores no forzados. Su superficie favorita es el cemento aunque ha tenido mejores resultados en tierra batida debido a que la lentitud de la cancha hace que sea más sencillo para ella tener la iniciativa durante el partido.

## Torneos de Grand Slam

### Dobles

#### Finales (2)
| Año  | Torneo            | Pareja          | Oponentes en la final         | Resultado        |
| 2010 | Abierto de EE.UU. | Liezel Huber    | Vania King Yaroslava Shvédova | 6-2, 4-6, 6-7(4) |
| 2012 | Roland Garros     | María Kirilenko | Sara Errani Roberta Vinci     | 6-4, 4-6, 2-6    |

## Juegos Olímpicos

### Medallero Dobles

#### Medalla de bronce
| Año  | Torneo                | Superficie | Pareja          | Oponentes                 | Resultado     |
| ---- | --------------------- | ---------- | --------------- | ------------------------- | ------------- |
| 2012 | 'JJ.OO. Londres 2012' | Hierba     | María Kirilenko | Liezel Huber Lisa Raymond | 4-6, 6-4, 6-1 |

## Títulos (35; 13+22)

### Individuales
| Leyenda: Antes de 2009          | Leyenda: A partir de 2009 |
| ------------------------------- | ------------------------- |
| Grand Slam (0)                  |                           |
| Juegos Olímpicos (0)            |                           |
| WTA Tour Championships (0)      |                           |
| WTA Tournament of Champions (1) |                           |
| Tier I (2)                      | Premier Mandatory (0)     |
| Tier II (5)                     | Premier 5 (1)             |
| Tier III (2)                    | Premier (0)               |
| Tier IV & V (0)                 | International (2)         |

#### Títulos (13)
| N.º | Fecha                    | Torneo                  | Superficie    | Oponente en la final  | Resultado     |
| --- | ------------------------ | ----------------------- | ------------- | --------------------- | ------------- |
| 1.  | 5 de noviembre de 2005   | Linz                    | Dura (i)      | Patty Schnyder        | 4-6, 6-3, 6-1 |
| 2.  | 10 de marzo de 2006      | Doha                    | Dura          | Amélie Mauresmo       | 6-3, 7-5      |
| 3.  | 15 de abril de 2006      | Amelia Island           | Tierra batida | Francesca Schiavone   | 6-4, 6-4      |
| 4.  | 22 de abril de 2006      | Charleston              | Tierra batida | Patty Schnyder        | 6-3, 4-6, 6-1 |
| 5.  | 20 de mayo de 2006       | Berlín                  | Tierra batida | Justine Henin         | 4-6, 6-4, 7-5 |
| 6.  | 14 de octubre de 2006    | Stuttgart               | Dura (i)      | Tatiana Golovin       | 6-3, 7-6(4)   |
| 7.  | 17 de febrero de 2007    | París                   | Dura          | Lucie Šafářová        | 4-6, 6-1, 6-4 |
| 8.  | 17 de agosto de 2008     | Cincinnati              | Dura          | Nathalie Dechy        | 6-2, 6-1      |
| 9.  | 2 de noviembre de 2008   | Quebec                  | Dura (i)      | Bethanie Mattek-Sands | 4-6, 6-4, 6-1 |
| 10. | 31 de julio de 2011      | Washington              | Dura          | Shahar Peer           | 7-5, 6-2      |
| 11. | 23 de junio de 2012      | 's-Hertogenbosch        | Hierba        | Urszula Radwańska     | 6-4, 6-3      |
| 12. | 29 de septiembre de 2012 | Tokio (Pacífico)        | Dura          | Agnieszka Radwańska   | 6-0, 1-6, 6-3 |
| 13. | 4 de noviembre de 2012   | Tournament of Champions | Dura (i)      | Caroline Wozniacki    | 6-2, 6-1      |

#### Finales (11)
| N.º | Fecha                 | Torneo        | Superficie    | Oponente en la final | Resultado         |
| --- | --------------------- | ------------- | ------------- | -------------------- | ----------------- |
| 1.  | 26 de octubre de 2003 | Linz          | Dura (i)      | Ai Sugiyama          | 5-7, 4-6          |
| 2.  | 10 de enero de 2004   | Gold Coast    | Dura          | Ai Sugiyama          | 6-1, 1-6, 4-6     |
| 3.  | 8 de mayo de 2005     | Berlín        | Tierra batida | Justine Henin        | 3-6, 6-4, 3-6     |
| 4.  | 16 de octubre de 2005 | Bangkok       | Dura          | Nicole Vaidišová     | 1-6, 7-6(5), 5-7  |
| 5.  | 15 de octubre de 2006 | Moscú         | Dura (i)      | Anna Chakvetadze     | 4-6, 4-6          |
| 6.  | 29 de octubre de 2006 | Linz          | Dura (i)      | María Sharápova      | 5-7, 2-6          |
| 7.  | 8 de abril de 2007    | Amelia Island | Tierra batida | Tatiana Golovin      | 2-6, 1-6          |
| 8.  | 12 de agosto de 2007  | Los Ángeles   | Dura          | Ana Ivanović         | 5-7, 4-6          |
| 9.  | 21 de junio de 2008   | Eastbourne    | Dura          | Agnieszka Radwańska  | 4-6, 7-6(11), 4-6 |
| 10. | 5 de octubre de 2008  | Stuttgart     | Dura          | Jelena Janković      | 4-6, 3-6          |
| 11. | 28 de agosto de 2010  | New Haven     | Dura          | Caroline Wozniacki   | 3-6, 6-3, 3-6     |

### Dobles

#### Títulos (24)
| Leyenda: Antes de 2009     | Leyenda: A partir de 2009 |
| -------------------------- | ------------------------- |
| Grand Slam (0)             |                           |
| Juegos Olímpicos (0)       |                           |
| WTA Tour Championships (2) |                           |
| Tier I (7)                 | Premier Mandatory (2)     |
| Tier II (5)                | Premier 5 (0)             |
| Tier III (2)               | Premier (6)               |
| Tier IV & V (0)            | International (0)         |

| N.º | Fecha                    | Torneo             | Superficie    | Pareja              | Oponentes en la final                 | Resultado           |
| --- | ------------------------ | ------------------ | ------------- | ------------------- | ------------------------------------- | ------------------- |
| 1.  | 29 de junio de 2001      | 's-Hertogenbosch   | Hierba        | Ruxandra Dragomir   | Kim Clijsters Miriam Oremans          | 7-6(5), 6-7(5), 6-4 |
| 2.  | 3 de noviembre de 2001   | Linz               | Dura          | Jelena Dokić        | Els Callens Chanda Rubin              | 7-5, 7-6(2)         |
| 3.  | 2 de noviembre de 2002   | Linz               | Dura          | Jelena Dokić        | Rika Fujiwara Ai Sugiyama             | 6-3, 6-2            |
| 4.  | 11 de octubre de 2003    | Moscú              | Dura          | Meghann Shaughnessy | Anastasiya Myskina Vera Zvonareva     | 6-3, 6-4            |
| 5.  | 10 de abril de 2004      | Miami              | Dura          | Meghann Shaughnessy | Svetlana Kuznetsova Elena Likhovtseva | 6-2, 6-3            |
| 6.  | 17 de abril de 2004      | Amelia Island      | Tierra batida | Meghann Shaughnessy | Myriam Casanova Alicia Molik          | 3-6, 6-2, 7-5       |
| 7.  | 15 de mayo de 2004       | Berlín             | Tierra batida | Meghann Shaughnessy | Janette Husárová Conchita Martínez    | 6-2, 2-6, 6-1       |
| 8.  | 22 de mayo de 2004       | Roma               | Tierra batida | Meghann Shaughnessy | Virginia Ruano Paola Suárez           | 2-6 6-3 6-3         |
| 9.  | 31 de julio de 2004      | Los Ángeles        | Dura          | Meghann Shaughnessy | Conchita Martínez Virginia Ruano      | 6-7(2), 6-4, 6-3    |
| 10. | 3 de septiembre de 2004  | New Haven          | Dura          | Meghann Shaughnessy | Martina Navratilova Lisa Raymond      | 6-1, 1-6, 7-6(4)    |
| 11. | 20 de noviembre de 2004  | Tour Championships | Dura (i)      | Meghann Shaughnessy | Cara Black Rennae Stubbs              | 7-5, 6-2            |
| 12. | 15 de abril de 2006      | Montreal           | Dura          | Martina Navratilova | Cara Black Anna-Lena Groenefeld       | 6-1, 6-2            |
| 13. | 17 de agosto de 2008     | Cincinnati         | Dura          | Maria Kirilenko     | Hsieh Su-Wei Yaroslava Shvedova       | 6-3, 4-6, 10-8      |
| 14. | 21 de septiembre de 2008 | Tokio              | Dura          | Vania King          | Lisa Raymond Samantha Stosur          | 6-1, 6-4            |
| 15. | 12 de octubre de 2008    | Moscú              | Dura          | Katarina Srebotnik  | Cara Black Liezel Huber               | 6-4, 6-4            |
| 16. | 19 de abril de 2009      | Charleston         | Tierra batida | Bethanie Mattek     | Liga Dekmeijere Patty Schnyder        | 6-7(5), 6-2, 11-9   |
| 17. | 3 de mayo de 2009        | Stuttgart          | Tierra batida | Bethanie Mattek     | Gisela Dulko Flavia Pennetta          | 5-7, 6–3, 10–7      |
| 18. | 24 de octubre de 2009    | Moscú              | Dura          | Maria Kirilenko     | María Kondriáteva Klára Zakopalová    | 6-2, 6-2            |
| 19. | 18 de abril de 2010      | Charleston         | Tierra batida | Liezel Huber        | Vania King Michaella Krajicek         | 6-3, 6-4            |
| 20. | 1 de abril de 2012       | Miami              | Dura          | Maria Kirilenko     | Sara Errani Roberta Vinci             | 7-6(0), 4-6, [10-4] |
| 21. | 28 de octubre de 2012    | Tour Championships | Dura (i)      | Maria Kirilenko     | Andrea Hlavackova Lucie Hradecka      | 6-1, 6-4            |
| 22. | 11 de enero de 2013      | Sídney             | Dura          | Katarina Srebotnik  | Sara Errani Roberta Vinci             | 6-3, 6-4            |
| 23. | 31 de marzo de 2013      | Miami              | Dura          | Katarina Srebotnik  | Lisa Raymond Laura Robson             | 6-1, 7-6(2)         |
| 24. | 22 de junio de 2013      | Eastbourne         | Césped        | Katarina Srebotnik  | Monica Niculescu Klára Zakopalová     | 6-3, 6-3            |

#### Finales (24)
- 2001: Bol (junto con Tina Pisnik pierden ante María José Martínez y Anabel Medina).
- 2001: New Haven (junto con Jelena Dokić pierden ante Cara Black y Yelena Líjovtseva).
- 2002: Moscú (junto con Jelena Dokić pierden ante Yelena Deméntieva y Janette Husárová).
- 2002: Zúrich (junto con Jelena Dokić pierden ante Yelena Bóvina y Justine Henin).
- 2003: Roma (junto con Jelena Dokić pierden ante Svetlana Kuznetsova y Martina Navratilova).
- 2003: s´Hertogenbosch (junto con Mary Pierce pierden ante Yelena Deméntieva y Lina Krasnoroutskaya).
- 2003: Leipzig (junto con Yelena Líjovtseva pierden ante Svetlana Kuznetsova y Martina Navratilova).
- 2005: Indian Wells (junto con Meghann Shaughnessy pierden ante Virginia Ruano y Paola Suárez).
- 2006: Dubái (junto con Svetlana Kuznetsova pierden ante Kveta Peschke y Francesca Schiavone).
- 2008: Bali (junto con Marta Domachowska pierden ante Su-Wei Hsieh y Shuai Peng).
- 2010: Sídney (junto con Tathiana Garbin pierden ante Cara Black y Liezel Huber).
- 2010: Indian Wells (con Samantha Stosur pierden ante Kveta Peschke y Katarina Srebotnik).
- 2010: Miami (junto con Samantha Stosur pierden ante Gisela Dulko y Flavia Pennetta).
- 2010: US Open (junto con Liezel Huber pierden ante Vania King y Yaroslava Shvédova).
- 2011: Doha (junto con Liezel Huber pierden ante Kveta Peschke y Katarina Srebotnik).
- 2011: Miami (junto con Liezel Huber pierden ante Daniela Hantuchová y Yekaterina Makárova).
- 2012: Roland Garros (junto con María Kirilenko pierden ante Sara Errani y Roberta Vinci).
- 2012: 's-Hertogenbosch (junto con María Kirilenko pierden ante Sara Errani y Roberta Vinci).
- 2012: San Diego (junto con Vania King pierden ante Raquel Kops-Jones y Abigail Spears).
- 2012: Montreal (junto con Katarina Srebotnik pierden ante Klaudia Jans-Ignacik y Kristina Mladenovic).
- 2012: Moscú (junto con María Kirilenko pierden ante Yekaterina Makárova y Yelena Vesniná).
- 2013: Doha (junto con Katarina Srebotnik pierden ante Sara Errani y Roberta Vinci).
- 2013: Dubái (junto con Katarina Srebotnik pierden ante Bethanie Mattek-Sands y Sania Mirza).
- 2013: Indian Wells (junto con Katarina Srebotnik pierden ante Yekaterina Makárova y} Yelena Vesniná).

## Clasificación en torneos del Grand Slam
| Torneo          | 1999 | 2000 | 2001 | 2002 | 2003 | 2004 | 2005 | 2006 | 2007 | 2008 | 2009 | 2010 | 2011 | 2012 | 2013 | 2014 | Títulos | G-P   |
| --------------- | ---- | ---- | ---- | ---- | ---- | ---- | ---- | ---- | ---- | ---- | ---- | ---- | ---- | ---- | ---- | ---- | ------- | ----- |
| Australian Open | 1R   | 3R   | 2R   | -    | 3R   | 1R   | 4R   | CF   | 3R   | 4R   | 4R   | CF   | 3R   | 2R   | 1R   | -    | 0       | 27-14 |
| Roland Garros   | -    | 1R   | 4R   | -    | SF   | 3R   | SF   | 1R   | 1R   | 3R   | 2R   | CF   | 1R   | 3R   | 1R   | -    | 0       | 24-13 |
| Wimbledon       | 2R   | 2R   | 4R   | -    | 3R   | 4R   | CF   | -    | 4R   | CF   | 4R   | -    | 4R   | 3R   | 1R   | -    | 0       | 31-13 |
| US Open         | -    | 2R   | 2R   | 1R   | 4R   | CF   | CF   | 3R   | 3R   | 3R   | 4R   | -    | 3R   | 4R   | 1R   | -    | 0       | 27-14 |